# Belyta elegans
Belyta elegans är en stekelart som beskrevs av Jean-Jacques Kieffer 1909. Belyta elegans ingår i släktet Belyta, och familjen hyllhornsteklar. Arten är reproducerande i Sverige.